# Diva (cântec)
"Diva" (ebraică דיווה) este cântecul câștigător al Concursului Muzical Eurovision 1998, interpretat în ebraică de Dana International, reprezentanta Israelului. Muzica a fost compusă de Svika Pick iar versurile au fost scrise de Yoav Ginai. Cântecul a fost produs de Offer Nissim iar aranjamentele muzicale au fost făcute de Alon Levin. La votare a primit un total de 172 de puncte.
Diva a devenit ultimul cântec câștigător al concursului care să fie interpretat în întregime în altă limbă decât engleza până în 2007.

## Clasamente și vânzări
| Clasament (1998)                         | Poziția de vârf |
| ---------------------------------------- | --------------- |
| Austria (Ö3 Austria Top 40)              | 37              |
| Belgia (Ultratop 50 Flanders)            | 2               |
| Belgia (Ultratop 50 Wallonia)            | 4               |
| Finlanda (Suomen virallinen lista)       | 7               |
| Franța (SNEP)                            | 59              |
| Germania (Media Control Charts)          | 47              |
| Irlanda (IRMA)                           | 10              |
| Olanda (Dutch Top 40)                    | 11              |
| Norvegia (VG-lista)                      | 12              |
| Spania (PROMUSICAE)                      | 1               |
| Suedia (Sverigetopplistan)               | 3               |
| Elveția (Schweizer Hitparade)            | 15              |
| UK Singles (The Official Charts Company) | 11              |

## Legaturi externe
- Versurile complete ale acestei piese pe MetroLyrics